# Raymond Bussières
Raymond Bussières (3 de noviembre de 1907 – 29 de abril de 1982) fue un actor de cine francés. Apareció en más de 160 películas, entre 1933 y 1982. 

## Biografía
Raymond Bussières nació en Ivry-la-Bataille en 1907. Estaba casado con la actriz Annette Poivre.

### Actividad política
Raymond Bussières es uno de los fundadores del grupo Octubre y junto a Jacques Prévert escribió muchos textos del llamado agitprop o teatro de agitación política en la década de 1930. El nombre de este grupo fue propuesto por Lou Bonin/Tchimoukow en homenaje a la Revolución de Octubre. 
Miembro del Partido Comunista Francés desde 1926, Raymond Bussières fue a la URSS en 1933 con Jacques Prévert y su compañía de teatro. En 1936 viajó a España, donde conoció a comunistas de las Brigadas Internacionales. A su regreso, renunció al Partido Comunista “porque ya estábamos sufriendo el estalinismo” y estaba “siempre disgustado” por la forma en que se comportan los comunistas. Posteriormente será un activista sindical en el Sindicato de actores.

## Filmografía
| - Ciboulette (1933) - The Murderer Lives at 21 (1942) - The Stairs Without End (1943) - Pamela (1945) - The Last Judgment (1945) - The Two Orphans (1947) - Cab Number 13 (1948) - I Like Only You (1949) - Marlene (1949) - Five Red Tulips (1949) - Justicia cumplida (Justice est faite), de André Cayatte (1950) - Les Belles de nuit (1952) - Casque d'or (1952) - The Porter from Maxim's (1953) - My Brother from Senegal (1953) - The Enchanting Enemy (1953) - The Lottery of Happiness (1953) - The Tour of the Grand Dukes (1953) - Ah! Les belles bacchantes (1954) | - It's the Paris Life (1954) - Les Corsaires du Bois de Boulogne (1954) - Meeting in Paris (1956) - Taxi, Roulotte et Corrida (1958) - Three Fables of Love (1962) - Paris - When It Sizzles (1964) - The Counterfeit Constable (1964) - The Curse of Belphegor (1967) - The Man Who Quit Smoking (1972) - Return of Halleluja (1972) - Run, Run, Joe! (1974) - Serious as Pleasure (1975) - Dracula and Son (1976) - Golden Night (1976) - Jonah Who Will Be 25 in the Year 2000 (1976) - L'Argent des Autres (1978) - Le Roi et l'oiseau (1980) - Neige (1981) - Invitation au voyage (1982) |